# Lars Emilson
Lars Gunnar Emilson, född 9 september 1941 i Malmö Sankt Petri församling, död 10 juni 2013 i Skanör-Falsterbo församling i Skåne län, var en svensk företagsledare.
Emilson var fil.kand. i ekonomi från Lunds universitet och började arbeta inom AB Plåtmanufaktur/PLM AB 1970. Han utsågs som verkställande direktör för PLM 1999, en kort tid innan företaget köptes upp av brittiska Rexam. 2000–2004 var han ansvarig för Rexams dryckesburksverksamhet och 2004–2007 var han Rexams VD och koncernchef.